# Csak az erős győzhet
A Csak az erős győzhet (eredeti cím: Only the Strong) 1993-ban bemutatott amerikai harcművészeti film, melyet Sheldon Lettich rendezett. A főszerepben Mark Dacascos látható, további fontosabb szerepekben Stacey Travis, Geoffrey Lewis és Paco Christian Prieto tűnik fel. 
Egy katonai múlttal rendelkező capoeira oktató Miamibe érkezve problémás fiatalokkal kezd el foglalkozni. Hamarosan magára haragítja egy helyi bűnszervezet vezetőjét, aki szintén a harcművészeti stílus képzett gyakorlója.
Azon kevés harcművészi filmek egyike, melyek középpontjában a capoeira áll. Bár Dacascos képzett harcművész, csak a forgatás előtt kezdett a stílussal foglalkozni, Amen Santo mester tanítványaként (aki kisebb szerepben feltűnik a filmben is).
Az 1993. augusztus 27-én bemutatott film bevételi és kritikai szempontból is bukásnak bizonyult.

## Cselekmény
Az egykori zöldsapkás Louis Stevens Brazíliában töltött katonai szolgálata után visszatér szülővárosába, Miamibe. Megdöbbentve látja, hogy régi középiskolája (ahol próbál munkát találni magának) a helyi utcai bandák és a drogdílerek területévé vált. Miután capoeirás képességeit latba vetve legyőz pár dílert az iskolaudvaron, egykori tanára, Mr. Kerrigan felismeri, milyen pozitív hatást gyakorolt Stevens tette a diákokra. Kerrigan megbízza őt egy feladattal: az iskola legrosszabb hírű tanulóinak kell capoeirát oktatnia, melynek egy elhagyatott tűzoltóállomás ad helyszínt. Mialatt a diákokkal foglalkozik, Stevens összetűzésbe keveredik Silverio Aliveres drogbáróval, akinek unokaöccse, Orlando Aliveres is Stevens tanítványa. Silverio capoeiramesterként párviadalra hívja és összeveri a tanárt. Stevens diákjai gyorsan fejlődnek, emiatt az iskolaigazgató kiterjeszti a harcművészeti programot több iskolára is. Egy osztálykirándulás után Stevens ismét Silverio útjába kerül, aki hadat üzen neki.
Silverio emberei feldúlják az iskolát és bántalmazzák a tanárokat, Kerrigan osztálytermének felgyújtásakor Stevens egyik diákja is életét veszti. A tragédia miatt az iskola vezetősége Stevenst kiáltja ki bűnbaknak, kitiltva őt az intézményből és véget vetve a harcművészeti foglalkozásoknak. Bosszúból Stevens betör Silverio egyik illegális autószerelő üzemébe, megveri a rátámadó munkásokat és felgyújt egy lopott pénzzel teli autót. Silverio megtorlásképpen hajtóvadászatot indít ellene és sikerül elfogatnia Stevenst. A férfi tanítványai azonban mesterük segítségére sietnek, Stevens kihívja Silveriót egy visszavágóra és sikerül legyőznie őt még a rendőrök kiérkezése előtt. Silveriót letartóztatják, emberei elmenekülnek a helyszínről.
Stevens harcművészeti programja sikert arat, tanítványai érettségi ceremóniáján pedig ünneplésképpen egy brazil capoeiracsapat is bemutatót tart, melyhez Stevensék is csatlakoznak.

## Szereplők
| Színész                 | Szerep            | Magyar hang                    |
| ----------------------- | ----------------- | ------------------------------ |
| Mark Dacascos           | Louis Stevens     | Zubornyák Zoltán (1. szinkron) |
| Mark Dacascos           | Louis Stevens     | Seszták Szabolcs (2. szinkron) |
| Stacey Travis           | Dianna            | Prókai Annamária               |
| Geoffrey Lewis          | Mr. Kerrigan      | Juhász Jácint                  |
| Paco Christian Prieto   | Silverio Aliveres | Gesztesi Károly                |
| Todd Susman             | Mr. Cochran       | Rosta Sándor                   |
| Jeffrey Anderson-Gunter | Philippe          |                                |
| Richard Coca            | Orlando Aliveres  | Bartucz Attila                 |
| Roman Cardwell          | Shay              | Fekete Zoltán                  |
| Ryan Bollman            | Donovan           | Boros Zoltán                   |
| Christian Klemash       | Eddie             | Holl Nándor                    |
| Hector Cervantes        | John Fionte       | Balázsi Gyula                  |

## Fogadtatás

### Bevételi adatok
A nyitó hétvégén az amerikai mozikban 1 286 889 dolláros bevételt ért el, az Államokban összesen 3 283 371 dollárt termelt.

### Kritikai visszhang
A film negatív kritikákat kapott. A Rotten Tomatoes weboldalon a Csak az erős győzhet 13 kritikus véleményét összegezve 8%-os értékelésen áll. Roger Ebert filmkritikus egy csillagra értékelte a filmet és úgy érezte, annak mondanivalója „kegyetlenül ostoba és naiv”. A The Washington Post kritikusa, Joe Brown is hasonló véleményen volt: bírálta az „esetlenül összerakott” filmet, szerinte a felvételek túlságosan a lassításokra támaszkodnak, ugyanakkor a capoeirás jeleneteket üdítőnek érezte.

## Fordítás
- Ez a szócikk részben vagy egészben  az   Only the Strong című angol Wikipédia-szócikk fordításán alapul.  Az eredeti cikk szerkesztőit annak laptörténete sorolja fel. Ez a jelzés csupán a megfogalmazás eredetét és a szerzői jogokat jelzi, nem szolgál a cikkben szereplő információk forrásmegjelöléseként.